# Андароб
Андаро́б (тадж. Андароб) — село у складі Хатлонської області Таджикистану. Входить до складу Зарбдорського джамоату Кулобського району.
Назва означає в середині води. Колишні назви Лілікуталь (до 1965 року), Зарбдор (до 2012 року), сучасна назва — з 3 грудня 2012 року.
Населення — 1527 осіб (2010; 1513 в 2009, 543 в 1976).
Національний склад станом на 1976 рік — таджики.